# Lucrèce (film, 1943)
Pour plus de détails, voir Fiche technique et Distribution.
Lucrèce est un film français réalisé par Léo Joannon, sorti en 1943.

## Synopsis
Lucrèce, célèbre actrice de théâtre de 26 ans, refuse les avances de son partenaire et metteur en scène Rudy Daré. François Lescot, orphelin de 19 ans, pensionnaire à l’institution Barbazanges, voue un amour passionné à la comédienne. Ses camarades découvrent dans son Petit Larousse des photos de Lucrèce. Pour stopper leurs plaisanteries, François affirme que Lucrèce est sa mère. Afin d’en avoir le cœur net, quatre élèves se rendent au théâtre et rencontrent l’actrice. Stupéfaite, Lucrèce joue tout de même le jeu et fait venir François le dimanche suivant.

## Fiche technique
- Titre : Lucrèce
- Réalisation : Léo Joannon
- Scénario : Solange Térac
- Dialogues : Claude-André Puget et Georges Neveux
- Photographie : Christian Matras
- Son : René-Christian Forget
- Décors : Roland Quignon
- Musique : Roland Manuel
- Montage : Jeannette Berton
- Sociétés de production :  Les Films Vog - Majestic Films
- Directeur de production : Georges Lampin
- Pays :  France
- Format :  Noir et blanc - 1,37:1 - 35 mm - son mono
- Genre : Drame
- Durée : 93 minutes
- Date de sortie :
  - France :  15 décembre 1943
- Affiche : Henri Cerutti (France)

## Distribution
- Edwige Feuillère - Lucrèce
- Jean Mercanton - François
- Pierre Jourdan - Rudi Daré
- Jean Tissier - Barbanzanges
- Louis Seigner - Le tuteur de François
- Luce Fabiole - La gouvernante
- Marcelle Monthil - Christine
- Geneviève Morel - L'habilleuse
- Sinoël - Le premier commanditaire
- Charles Lemontier - Le deuxième commanditaire
- Paul Demange - Le concierge
- Jacques Emmanuel  - Un collégien
- Daniel Gélin - Un collégien